# Supergroupies
Supergroupies var ett svenskt glamrocks-popband bildat i Göteborg 2001. Bandet består av Kim Simon (sång), Leo Hansson (gitarr), Micael Grimm (bas) och John Linden (trummor). De är signade hos skivbolagen Victor Entertainment Inc. och Livewire/Cargo Rec. Musikproducent för Supergroupies var Kee Marcello. Gruppens självbetitlade debutalbum släpptes i Japan 2005 och i Europa året därpå, 2006. Som kuriosa kan nämnas att de i samband med skivsläppet i Japan 2005 gjorde en akustisk spelning på svenska ambassaden i Tokyo. Bandet hämtade inspiration från bland andra David Bowie, Sweet och Kiss. Bandet upplöstes 2006.

## Diskografi
- Supergroupies (2005)